# UCI Oceania Tour
UCI Oceania Tour – coroczny cykl międzynarodowych wyścigów kolarskich rozgrywanych w Australii i Oceanii.
Seria UCI Oceania Tour, podobnie jak pozostałe cykle kontynentalne (UCI Africa Tour, UCI America Tour, UCI Asia Tour i UCI Europe Tour), powstała w 2005 jako zaplecze dla utworzonego w tym samym czasie UCI ProTour (później przekształconego w UCI World Tour). W 2020 odbyła się pierwsza edycja cyklu UCI ProSeries utworzonego jako drugi poziom wyścigów z kalendarza UCI, w związku z czym UCI Oceania Tour, podobnie jak pozostałe cykle kontynentalne, od sezonu 2020 stała się trzecim poziomem zmagań w kalendarzu UCI.

## Zwycięzcy
Opracowano na podstawie:
| Rok  | Pierwsze         | Drugie                 | Trzecie           |
| ---- | ---------------- | ---------------------- | ----------------- |
| 2005 | Robert McLachlan | William Walker         | Peter Latham      |
| 2006 | Gordon McCauley  | Logan Dennis Hutchings | Clinton Avery     |
| 2007 | Robert McLachlan | Karl Menzies           | David Pell        |
| 2008 | Hayden Roulston  | Travis Meyer           | Joseph Chapman    |
| 2009 | Peter McDonald   | Gordon McCauley        | Tommy Nankervis   |
| 2010 | Michael Matthews | Thor Hushovd           | Jonathan Cantwell |
| 2011 | Richard Lang     | Nathan Haas            | George Bennett    |
| 2012 | Paul Odlin       | Nick Aitken            | Jay McCarthy      |
| 2013 | Damien Howson    | Nathan Earle           | Benjamin Dyball   |
| 2014 | Robert Power     | Michael Vink           | Brenton Jones     |
| 2015 | Taylor Gunman    | Patrick Bevin          | Joseph Cooper     |
| 2016 | Sean Lake        | Peter Kennaugh         | Mark O'Brien      |
| 2017 | Lucas Hamilton   | Michael Storer         | Jai Hindley       |
| 2018 | Chris Harper     | Steele Von Hoff        | Hayden McCormick  |
| 2019 | Caleb Ewan       | Michael Matthews       | Jack Haig         |
| 2020 | Richie Porte     | Jai Hindley            | George Bennett    |
| 2021 | Richie Porte     | Ben O’Connor           | Jack Haig         |
| 2022 | Michael Matthews | Jai Hindley            | Ben O’Connor      |
| 2023 | Kaden Groves     | Jai Hindley            | Michael Matthews  |
| 2024 | Ben O’Connor     | Michael Matthews       | Kaden Groves      |
| 2025 |                  |                        |                   |